# 세바크 카나갼
세바크 카나갼(아르메니아어: Սևակ Խանաղյան, 1987년 7월 28일 ~ )는 아르메니아의 가수이다. 유로비전 송 콘테스트 2018에서 아르메니아 대표로 참가했다.